# Abida attenuata
Abida attenuata es una especie de molusco gasterópodo de la familia Chondrinidae.

## Distribución geográfica
Es endémica de Orduña (España) y la zona pirenaica de Aude y Ariège (Francia).